# David Medalla
 David Medalla  (* 23. März 1942 in Manila, Philippinen; † 28. Dezember 2020 ebenda) war ein philippinischer Bildhauer, Installationskünstler, Konzeptkünstler, Kinetischer Künstler und Performancekünstler. Er lebte und arbeitete in Manila und Berlin.

## Leben und Werk
David Medalla begann 1955, im Alter von nur 12 Jahren, ein Studium an der Columbia University in New York auf Empfehlung des US-amerikanischen Dichters Mark Van Doren. Er studierte antike griechische Dramen bei Moses Hadas, moderne Dramen bei Eric Bentley, moderne Literatur bei Lionel Trilling, moderne Philosophie bei John Herman Randall, Jr. und besuchte Workshops für Poesie bei Léonie Adams.
In den späten 1950er Jahren kehrte er nach Manila zurück und traf dort den katalanischen Dichter Jaime Gil de Biedma und den Maler Fernando Zobel de Ayala, die zu den frühesten Förderern seiner Kunst wurden.
Seine Performance „Bruder von Isidora“ im Jahr 1960 in Paris an der Akademie Raymond Dunca wurde von dem französischen Philosophen Gaston Bachelard eingeführt.
Seine Arbeiten wurden von Harald Szeemann bei der Ausstellung „Weiss auf Weiss“ im Jahr 1966 und „Live in Your Head: When Attitudes Become Form“ (1969) in Bern und auf der Documenta 5 in Kassel im Jahr 1972 in der Abteilung Individuelle Mythologien gezeigt.
In den frühen 1960er Jahren zog er nach London und wurde Mitbegründer der Signale Gallery in London im Jahr 1964, in der internationale Kinetische Kunst ausgestellt wurde. Er war Herausgeber des Signale News Bulletin von 1964 bis 1966. Im Jahr 1967 initiierte er die Exploding Galaxy, eine internationale Vereinigung von Multimedia-Künstlern. Von 1974 bis 1977 war er Vorsitzender der Artists for Democracy, einer Organisation, die sich die materielle und kulturelle Unterstützung von Befreiungsbewegungen weltweit auf die Fahnen geschrieben hatte. Er war auch Direktor des Fitzrovia Cultural Centre in London.
Zwischen dem 1. Januar 1995 und dem 14. Februar 1995 mietete David Medalla einen Raum in der Gee Street 55 in London, in der er lebte und ausstellte. Er stellte sieben neue Versionen seiner biokinetischen Bauten der 1960er Jahre (eine "Bubble-Machine" und eine monumentale Sand-Maschine) aus.
David Medalla hielt Vorlesungen an der Sorbonne, an der École des Beaux-Arts in Paris, im Museum of Modern Art in New York, an der Silliman Universität und der Universität der Philippinen, an den Universitäten von Amsterdam und Utrecht, in der New York Public Library, an der Simon Fraser University in Vancouver (Kanada), an den Universitäten von Oxford, Cambridge, Canterbury, Warwick und Southampton in England und an der Slade School of Art.
Er war der Gründer und Direktor der London Biennale im Jahr 1998, eines freien „do-it-yourself“ Kunst-Festivals, wo unter anderem die Arbeiten von Mai Ghoussoub, Mark Mc Gowan, Deej Fabyc, Marko Stepanow, Adam Nankervis, James Moores, Dimitri Launder, Fritz Stolberg, Salih Kayra und vielen anderen Künstlern ausgestellt wurden.

## Auszeichnungen
David Medalla wurde mit den Preisen der New York Foundation for the Arts und der Jerome Foundation of America ausgezeichnet.